# Escândalo da conexão do Catar
O escândalo da conexão do Catar ("Qatargate") é um caso em que foi alegado, em uma série de publicações na imprensa, que os mais próximos assessores políticos do Primeiro-Ministro de Israel, Benjamin Netanyahu, e um tenente-coronel da reserva, estariam envolvidos em empregos pagos para promover os interesses do governo do Catar, que dá apoio financeiro ao Hamas e é seu aliado estrangeiro.

## Eventos
Em 10 de fevereiro de 2025, Ofer Hadad [he] reportou no  Canal 12 (Israel) que os mais próximos assessores do Primeiro-Ministro de Israel, Benjamin Netanyahu: Yisrael Einhorn, Ofer Golan, Jonatan Urich [en], e Eli Feldstein (que já havia sido preso antes da publicação, devido ao seu envolvimento no roubo e vazamento de documentos classificados [en], nos quais o nome do Catar também foi mencionado) foram empregados pelo governo do Catar para promover os interesses cataris nas principais autoridades políticas e de segurança de Israel, incluindo a mudança de imagem do Catar. O jornalista Nir Dvori escreveu que frequentemente recebia informações de Feldstein que promoviam a imagem do Catar, mas se recusou a publicá-las.
Em 12 de fevereiro de 2025, o líder da oposição, Yair Lapid, e o presidente do partido Os Democratas, Yair Golan [es], solicitaram uma investigação contra Netanyahu e seu gabinete, justificando as ações realizadas nos interesses do Catar durante a guerra em Gaza como violações de segurança e traição contra Israel.
Em 15 de fevereiro de 2025, o Shabak (Shin Bet) respondeu às perguntas dos deputados membros do Knesset Gilad Kariv [en] e Naama Lazimi [en], afirmando que investigaria o vazamento de segredos de estado de Israel. Em 27 de fevereiro de 2025, o Procurador-Geral de Israel instruiu o Shin Bet e a Polícia de Israel a investigarem o Qatargate.

### Demissão do chefe do Shabak
Em 13 de março de 2025, o ex-chefe do Shabak, Nadav Argaman [en], disse a Yonit Levi, no noticiário do Canal 12, que se concluísse que o primeiro-ministro decidisse agir contra a lei, ele revelaria tudo o que sabia. Como consequência, Netanyahu fez uma queixa à polícia israelense contra Argaman, acusando-o de extorsão. Em 16 de março de 2025, a polícia iniciou a investigação contra Argaman. Um especialista em direito penal israelense afirmou que a pena máxima seria de sete anos de prisão.
O Shabak fez um relatório que também apontava a responsabilidade do Governo de Israel pelo ataque liderado pelo Hamas em 7 de outubro contra Israel. Em 16 de março de 2025, Netanyahu afirmou que Ronen Bar seria demitido na próxima sessão do governo. Gali Baharav-Miara [en] escreveu uma carta a Netanyahu afirmando que a decisão não era válida devido à investigação do Shabak sobre o caso Qatargate e o conflito de interesses para Netanyahu.
Em 17 de março de 2025, Yair Golan afirmou que a razão para a demissão do chefe do Shabak era clara: a investigação sobre o Qatargate e a relutância em fazer um acordo abrangente sobre os reféns, o que encerraria a guerra em Gaza. The Guardian escreveu que a demissão aumentaria ainda mais as acusações contra o governo Netanyahu pela suposta tentativa de estabelecer um regime autoritário em Israel (autoritarismo). Cerca de sessenta líderes de protestos israelenses, incluindo Karine Nahon, Shikma Bressler e Moshe Radman, se reuniram para uma reunião. Em 21 de março de 2025, a demissão de Bar foi suspensa pelo Suprema Corte de Israel após recursos do partido Yesh Atid que representa vários outros partidos da oposição e do Movimento para um Governo de Qualidade em Israel [en].